# Mantiba
Mantiba é um povoado localizado na zona rural de Feira de Santana, Bahia, Brasil, nascido nos anos 30, teve Braz Ferreira da Fonseca como um dos seus maiores idealizadores, junto com outros contemporâneos. Na divisa entre o Sertão e o Recôncavo baiano, desfruta de um clima bastante agradável, que pode variar entre 14 e 40 graus. 
Atualmente em plena expansão, a Mantiba recebe cada vez mais novos habitantes, inclusive estrangeiros, e o povoado que antes tinha umas duas dúzias de casas, hoje abriga mais de uma centena de casas e muitas são majestosas.
Como a maioria dos vilarejos, a Mantiba nasceu em torno de uma capela, a de São Judas Tadeu, recentemente reforma para poder abrigar mais fieis.
Em breve mais informações sobre a Mantiba.